# Erigone digena
Erigone digena är en spindelart som beskrevs av Arthur M. Chickering 1970. Erigone digena ingår i släktet Erigone och familjen täckvävarspindlar. Inga underarter finns listade i Catalogue of Life.